# Nottingham Open 2018
Nottingham Open 2018 (також відомий під спонсорською назвою Nature Valley Open) — професійний тенісний турнір, що проходив на відкритих кортах з трав'яним покриттям Nottingham Tennis Centre у Ноттінгемі (Велика Британія). Це був 11-й за ліком турнірі серед жінок і 23-й - серед чоловіків. Належав до серії International в рамках Туру WTA 2018, а також до серії Challenger. Тривав з 11 до 17 червня 2018 року.

## Учасники основної сітки в рамках чоловічого турніру

### Сіяні учасники
| Країна          | Гравець             | Рейтинг1 | Сіяний |
| --------------- | ------------------- | -------- | ------ |
| Велика Британія | Cameron Norrie      | 85       | 1      |
| Австралія       | Алекс де Мінор      | 96       | 2      |
| Італія          | Томас Фаббіано      | 115      | 3      |
| Білорусь        | Ілля Івашко         | 119      | 4      |
| Індія           | Рамкумар Раманатхан | 121      | 5      |
| Канада          | Пітер Поланскі      | 124      | 6      |
| Україна         | Сергій Стаховський  | 127      | 7      |
| США             | Майкл Ммо           | 131      | 8      |

- 1 Рейтинг подано станом на 28 травня 2018.

### Інші учасники
Нижче наведено учасників, які отримали вайлд-кард на участь в основній сітці:
- Jay Clarke
- George Loffhagen
- Александер Ворд
- Джеймс Ворд

Учасники, що потрапили в основну сітку як особливий виняток:
- Алекс де Мінор
- Ден Еванс

Учасники, що потрапили в основну сітку, використавши захищений рейтинг:
- Юрген Мельцер

Нижче наведено гравців, які пробились в основну сітку через стадію кваліфікації:
- Тобіас Камке
- Фредерік Нільсен
- Брейден Щур
- Tobias Simon

Такі тенісисти потрапили в основну сітку як Щасливі лузери:
- Крістофер Юбенкс
- Домінік Кепфер

## Учасниці основної сітки в рамках жіночого турніру

### Сіяні пари
| Країна          | Гравчиня             | Рейтинг1 | Сіяна |
| --------------- | -------------------- | -------- | ----- |
| Австралія       | Ешлі Барті           | 17       | 1     |
| Словаччина      | Магдалена Рибарикова | 18       | 2     |
| Японія          | Наомі Осака          | 20       | 3     |
| Велика Британія | Джоанна Конта        | 21       | 4     |
| Румунія         | Міхаела Бузернеску   | 33       | 5     |
| Хорватія        | Донна Векич          | 50       | 6     |
| Казахстан       | Заріна Діяс          | 51       | 7     |
| Італія          | Каміла Джорджі       | 57       | 8     |

- 1 Рейтинг подано станом на 28 травня 2018.

### Інші учасниці
Нижче наведено учасниць, які отримали вайлд-кард на участь в основній сітці:
- Кейті Баултер
- Саманта Стосур
- Габріелла Тейлор

Нижче наведено гравчинь, які пробились в основну сітку через стадію кваліфікації:
- Ірина Фалконі
- Даніелль Лао
- Елена-Габріела Русе
- Валерія Савіних
- Кейті Свон
- Чжен Сайсай

### Відмовились від участі
До початку турніру
- Кетрін Белліс → її замінила  Курумі Нара
- Ана Богдан → її замінила  Дуань Інін
- Медісон Бренгл → її замінила  Даліла Якупович
- Крістіна Макгейл → її замінила  Віра Лапко
- Моніка Нікулеску → її замінила  Крісті Ан
- Моніка Пуїг → її замінила  Деніса Аллертова
- Марія Саккарі → її замінила  Родіонова Аріна Іванівна

### Знялись
- Заріна Діяс

## Учасниці основної сітки в парному розряді

### Сіяні пари
| Країна            | Гравчиня          | Країна          | Гравчиня            | Рейтинг1 | Сіяна |
| ----------------- | ----------------- | --------------- | ------------------- | -------- | ----- |
| Україна           | Людмила Кіченок   | Росія           | Алла Кудрявцева     | 78       | 1     |
| Україна           | Надія Кіченок     | Австралія       | Анастасія Родіонова | 85       | 2     |
| Польща            | Алісія Росольська | США             | Абігейл Спірс       | 89       | 3     |
| Китайський Тайбей | Чжань Хаоцін      | Велика Британія | Лора Робсон         | 116      | 4     |

- 1 Рейтинг подано станом на 28 травня 2018.

### Інші учасниці
Нижче наведено пари, які отримали вайлдкард на участь в основній сітці:
- Кейті Баултер /  Кейті Свон

### Відмовились від участі
Під час турніру
- Заріна Діяс
- Донна Векич

## Переможці та фіналісти

### Одиночний розряд, чоловіки
- Алекс де Мінор —  Dan Evans 7–6(7–4), 7–5.

### Одиночний розряд, жінки
- Ешлі Барті —  Джоанна Конта, 6–3, 3–6, 6–4

### Парний розряд, чоловіки
- Фредерік Нільсен /  Джо Солсбері —  Остін Крайчек /  Jeevan Nedunchezhiyan 7–6(7–5), 6–1.

### Парний розряд, жінки
- Алісія Росольська /  Абігейл Спірс —  Міхаела Бузернеску /  Гезер Вотсон, 6–3, 7–6(7–5)